# معادلات فریس برای نویز
معادله فریس یا فرمول فریس، به نام مهندس برق دانمارکی-آمریکایی هارالد تی فریس نامگذاری شده‌است، هر دو معادله مورد استفاده در مهندسی مخابرات برای محاسبه نسبت سیگنال به نویز یک تقویت‌کننده چند طبقه است. یکی مربوط به ضریب نویز است در حالی که دیگری مربوط به دمای نویز است.

## معادله فریس برای ضریب نویز
معادله فریس برای محاسبه ضریب نویز کلی آبشاری از طبقات استفاده می‌شود، هر یک با ضریب نویز و بهره توان خود (با فرض تطبیق امپدانس‌ها در هر طبقه). سپس می‌توان از ضریب نویز کل برای محاسبه عدد نویز کلی استفاده کرد. ضریب نویز کل داده می‌شود به صورت
{\displaystyle F_{\text{total}}=F_{1}+{\frac {F_{2}-1}{G_{1}}}+{\frac {F_{3}-1}{G_{1}G_{2}}}+{\frac {F_{4}-1}{G_{1}G_{2}G_{3}}}+\cdots +{\frac {F_{n}-1}{G_{1}G_{2}\cdots G_{n-1}}}}
که {\displaystyle F_{i}} و {\displaystyle G_{i}} ضریب نویز و بهره توان موجود به ترتیب از طبقه i ام هستند و n تعداد طبقه است. هر دو اندازه به صورت نسبت بیان می‌شوند نه به دسی‌بل.

## معادله فریس برای دمای نویز
معادله فریس را می‌توان با توجه به دمای نویز بیان کرد:
{\displaystyle T_{\text{eq}}=T_{1}+{\frac {T_{2}}{G_{1}}}+{\frac {T_{3}}{G_{1}G_{2}}}+\cdots }